# Egyenletesen folytonos függvény
Az egyenletesen folytonos függvények a folytonos függvények alcsoportját képzik és fontos szereppel bírnak a matematikai analízisben. Az egyenletes folytonosság egy erősebb garanciát jelent arra, hogy ha x és y közel van egymáshoz, akkor f(x) és f(y) is közel vannak egymáshoz. Ekkor az f(x) és f(y) távolsága nem függ x-től és y-tól. Például két metrikus tér közötti izometria egyenletesen folytonos. 
A mértékterek közötti egyenletesen folytonos függvények folytonosak. Az egyenletes folytonosság a folytonossággal szemben megőrzi a lehetőséget arra, hogy különböző pontok környezetei összehasonlíthatók legyenek. Általában a topologikus terekben erre nincs lehetőség; ehhez metrikus terekre, vagy általánosabban, uniform terekre van szükség.

## Bevezetés
Legyen az f függvény folytonos az I intervallumban. Ez azt jelenti, hogy minden a∈I-hez és tetszőleges ε>0-hoz létezik δ>0 úgy, hogy
{\displaystyle |f\left(x\right)-f\left(a\right)|<\varepsilon }, ha {\displaystyle x\in \left(a-\delta ,a+\delta \right)\cap {I}}.
Sok esetben meghatározhatjuk az a helyhez tartozó lehető legnagyobb δ-t, amellyel a fenti feltétel teljesül. Jelöljük ezt δ(a)-val. Ha ε>0 rögzített, akkor különböző a pontokhoz általában különböző δ(a) tartozik. Könnyű belátni például, hogy az f(x)=x² függvény esetében minél nagyobb |a| értéke, annál kisebb az a helyhez tartozó δ(a). Így a [0,1] intervallumban az a=1 helyhez tartozó δ(a) a legkisebb, ezért bármely a∈[0,1] helyen választható δ gyanánt az 1-hez tartozó δ(1). Ez más szóval azt jelenti, hogy minden a∈[0,1]-re
{\displaystyle |f\left(x\right)-f\left(a\right)|<\varepsilon }, ha {\displaystyle |x-a|<\delta \left(1\right)}.
Ez az okoskodás persze általában nem működik. Mivel végtelen sok szám között nem mindig van legkisebb, ezért egy f:I→ℜ folytonos függvényhez - a fenti módszerrel - nem mindig találhatunk olyan δ-t, ami minden a∈I-re jó. De nem is mindig létezik ilyen δ. Az f(x)=1/x függvény esetében δ(a)→0, ha a→0, vagyis nem létezik olyan δ, amely a (0,1) intervallumban bármely a helyen jó lenne. A Heine-tétel szerint ez a jelenség nem fordulhat elő olyan függvények esetében, amelyek egy korlátos zárt intervallumban folytonosak: ilyen esetben kell, hogy létezzen az intervallum minden pontjában egy közös, jó δ. Ezt a tulajdonságot egyenletes folytonosságnak nevezzük.

## Definíció
Az f függvény egyenletesen folytonos az I intervallumban, ha minden ε>0-hoz létezik egy (közös, azaz helytől független) δ>0, amelyre teljesül, hogy ha xo,x1∈I és |x1 - xo| < δ, akkor 
{\displaystyle |f(x_{1})-f(x_{o})|<\varepsilon }.
Metrikus tereken az egyenletes folytonosság a következőképpen definiálható:
Legyen (X, d1) és (Y, d2) adott metrikus tér, és legyen f : X → Y. Ekkor az f függvény egyenletesen folytonos, ha minden ε > 0-hoz van δ > 0, hogy minden  x, y ∈ X esetén, amire d1(x, y) < δ, d2(f(x), f(y)) < ε. Ebből az általánosabb definícióból visszakapható a valós-valós függvényekre értelmezett egyenletesen folytonos tulajdonság.
A folytonossággal szemben itt a δ nem függhet a helytől.

## Lokális folytonosság és globális egyenletes folytonosság
A folytonosság lokális tulajdonság: egy függvény lehet folytonos, vagy nem folytonos egy pontban. Beszélhetünk arról is, hogy egy függvény egy intervallumon folytonos, ami azt jelenti, hogy az intervallum minden pontjában folytonos. Ezzel szemben az egyenletes folytonosság globális tulajdonság, mivel a definíció pontpárokra épül. Másrészt azonban lehetséges egy olyan definíciót adni, ami lokális az f* természetes kiterjesztést tekintve, de ez nem terjeszthető ki tetszőleges hiperreális értékű függvényre.
Szerkezetükben hasonlók azok az állítások, hogy egy adott függvény folytonos, vagy abszolút folytonos ugyanazon az intervallumon. Az I intervallum minden x pontjában folytonos f függvény kvantorokkal felírva:
{\displaystyle \forall \varepsilon >0\,\forall x\in I\,\exists \delta >0\,\forall y\in I\,(\,|y-x|<\delta \,\Rightarrow \,|f(y)-f(x)|<\varepsilon \,),}
ha pedig felcseréljük a második és a harmadik kvantálást, akkor az egyenletes folytonossághoz jutunk:
{\displaystyle \forall \varepsilon >0\,\exists \delta >0\,\forall x\in I\,\forall y\in I\,(\,|y-x|<\delta \,\Rightarrow \,|f(y)-f(x)|<\varepsilon \,)}
Eszerint a folytonossághoz tetszőleges  x ponthoz található δ, hogy:
{\displaystyle \cdots \forall x\,\exists \delta \cdots ,}
míg abszolút folytonossághoz minden x, y pontpárra ugyanannak a δ-nak kell jónak lennie:
{\displaystyle \cdots \exists \delta \,\forall x\,\forall y\cdots .}

## Példák
- Két metrikus tér közötti  Lipschitz-folytonos leképezés egyenletesen folytonos. Speciálisan, egyenletesen folytonos minden olyan függvény, ami differenciálható, és deriváltja korlátos. Általában, minden Hölder-folytonos függvény egyenletesen folytonos.
- Az egyenletesen ekvifolytonos függvényhalmazok elemei egyenletesen folytonosak.
- A tangensfüggvény folytonos, de nem egyenletesen folytonos a (−π/2, π/2) intervallumon.
- Az  x {\displaystyle \scriptstyle \mapsto \,} ex exponenciális függvény folytonos, de nem egyenletesen folytonos a teljes valós számegyenesen.

## Tulajdonságok
Minden egyenletesen folytonos függvény folytonos, de ez fordítva nem teljesül. Legyen például  {\displaystyle f\colon \mathbb {R} \rightarrow \mathbb {R} ,x\mapsto x^{2}}. Legyen adva egy  {\displaystyle \epsilon >0} szám. Az egyenletes folytonossághoz kellene egy {\displaystyle \delta }, hogy ha {\displaystyle |x_{1}-x_{2}|<\delta }, akkor {\displaystyle |f(x_{1})-f(x_{2})|<\epsilon } minden {\displaystyle x_{1},x_{2}} párra. Azonban : {\displaystyle f(x+\delta )-f(x)=2x\delta +\delta ^{2}=\delta (2x+\delta )\ ,} ami elég nagy x-re nagyobb, mint {\displaystyle \epsilon }.
Az abszolút folytonos függvények egyenletesen folytonosak. Másrészt a Cantor-függvény egyenletesen folytonos, de nem abszolút folytonos.
Egy teljesen korlátos részhalmaz képe is teljesen korlátos, ha a függvény egyenletesen folytonos. Ezzel szemben a korlátos részhalmazok képe lehet nem korlátos; példa erre az identitásfüggvény, ami a diszkrét metrikával ellátott valós számokból az euklideszi metrikájú valós számokra képez.
A Heine–Cantor-tétel szerint a kompakt halmazon folytonos függvények egyenletesen folytonosak. Speciálisan, korlátos és zárt intervallumon folytonos függvények egyenletesen folytonosak. A folytonos függvények  Darboux-integrálhatósága is nagyrészt ezen alapul. 
Ha egy valós értékű {\displaystyle f} függvény folytonos {\displaystyle [0,\infty )}-en, és létezik véges {\displaystyle \lim _{x\to \infty }f(x)} határértéke, akkor  {\displaystyle f} egyenletesen folytonos. Speciálisan, {\displaystyle C_{0}(\mathbb {R} )} elemei, a végtelenben eltűnő, valóson értelmezett folytonos függvények is egyenletesen folytonosak. Ez a Heine-Cantor-tétel általánosítása, mivel  {\displaystyle C_{c}(\mathbb {R} )\subset C_{0}(\mathbb {R} )}.

## Más jellemzések
A nem standard analízisben egy valós változós, valós értékű f  függvény mikrofolytonos egy a pontban, ha az  f*(a + δ) − f*(a) különbség infinitezimális, ha  δ infinitezimális. Így f folytonos egy  A halmazon, ha  f* mikrofolytonos minden a ∈ A pontban. Az egyenletes folytonosság a mikrofolytonossággal kifejezve: nemcsak hogy f mikrofolytonos A minden pontjában, hanem annak nem standard *A kiterjesztésében *R-ben. Eszerint a definíció szerint vannak hiperreális értékű függvények, amelyek megfelelnek ennek a követelménynek, de nem egyenletesen folytonosak a szokásos értelemben, és vannak egyenletesen folytonos hiperreális értékű függvények, amelyek nem felelnek meg ennek a követelménynek. Ezek azonban nem írhatók fel, mint  f*, ahol f valós értékű.
Az euklideszi terek közötti függvények esetén az egyenletes folytonosság definiálható sorozatokkal.(Fitzpatrick 2006) Speciálisan, legyen A részhalmaza of Rn-nek. Egy f : A → Rm függvény egyenletesen folytonos, ha minden xn és yn sorozatpárra, hogyha 
{\displaystyle \lim _{n\to \infty }|x_{n}-y_{n}|=0\,}
akkor
{\displaystyle \lim _{n\to \infty }|f(x_{n})-f(y_{n})|=0.\,}
Az intuicionista matematikában minden függvény egyenletesen folytonos.

## Kapcsolat a kiterjesztési problémával
Legyen X metrikus tér, S részhalmaza X-nek, és {\displaystyle f:S\rightarrow R} egy folytonos függvény, amit egyenletesen folytonosan akarunk kiterjeszteni. 
Ha S zárt X-ben, akkor Tietze kiterjesztési tétele miatt a kiterjesztés sikeres. Ezért elegendő az S halmaz lezártjára kiterjeszteni. Így az általánosság megszorítása nélkül feltehetjük, hogy S sűrű X-ben. 
Feltehetjük továbbá, hogy X teljes, tehát S teljessé tétele X. Ekkor az {\displaystyle f:S\rightarrow R} folytonos függvény egyenletesen folytonosan kiterjeszthető, ha Cauchy-folytonos, azaz a Cauchy-sorozatokat Cauchy-sorozatokra képezi. Általában ez szükséges és elégséges az X lezártjára való kiterjesztésnek.
Könnyű belátni, hogy minden egyenletesen folytonos függvény Cauchy-folytonos, így kiterjeszthető X-re. Fordítva ez nem teljesül, mivel {\displaystyle f:R\rightarrow R,x\mapsto x^{2}} nem egyenletesen folytonos, de folytonos, így mivel R teljes, ezért Cauchy-folytonos is. Általában a korlátok nélküli terekben az egyenletes folytonosság erős feltétel. Kívánatos, hogy a kiterjesztéshez enyhébb feltételeket követeljünk meg.
Legyen például a > 1 valós szám. Analízis nélkül általában az {\displaystyle f:x\mapsto a^{x}} függvény csak racionális x helyekre definiálható matematikai pontossággal. Ezt akarjuk kiterjeszteni a teljes R-re. Az
{\displaystyle f(x+\delta )-f(x)=a^{x}(a^{\delta }-1)\,}
azonosság szerint f nem egyenletesen folytonos Q-n, viszont minden korlátos  I intervallumon egyenletesen folytonos, így Cauchy-folytonos, tehát f egyértelműen kiterjeszthető folytonos függvénnyé I-n. De mivel ez minden I-re teljesül, azért f egyértelműen kiterjeszthető folytonos függvénnyé a teljes R-re.
Általában, ha  {\displaystyle f:S\rightarrow R} folytonos, és R minden korlátos részhalmazán egyenletesen folytonos, kiterjeszthető a teljes X-re, és ha X lokálisan kompakt, akkor ez meg is fordítható.
Az egyenletesen folytonos függvények kiterjesztésének alkalmazására példa az inverz Fourier-transzformáció képlete. Ezt először néhány függvényre bizonyítjuk, majd függvények sűrű részhalmazára. Végül a teljes térre kiterjesztjük, mivel lineáris leképezésként folytonos, így egyenletesen folytonos is.

## Általánosítások

### Topologikus vektorterek
Ha az értelmezési tartomány és az értékkészlet is topologikus vektortér, akkor az egyenletes folytonosság általánosítható a következőképpen:
Legyen {\displaystyle V} és {\displaystyle W} topologikus vektortér. Ekkor {\displaystyle f:V\to W} egyenletesen folytonos, ha {\displaystyle W} zérójának minden {\displaystyle B} környezetéhez van {\displaystyle V} zérójának {\displaystyle A} környezete, hogy {\displaystyle v_{1}-v_{2}\in A} implikálja, hogy  {\displaystyle f(v_{1})-f(v_{2})\in B.}
A {\displaystyle f:V\to W} lineáris leképezések és operátorok esetén az egyenletes folytonosság ekvivalens a folytonossággal. Ezt gyakran implicit kihasználják a funkcionálanalízisben, amikor egy sűrű altérről a teljes Banach-térre terjesztik ki az operátort.

### Uniform terek
Egy  f : X → Y uniform terek közötti függvény egyenletesen folytonos, ha minden  V része Y környezethez van  U környezet X-ben, hogy minden U-beli (x1, x2) pontpárra  (f(x1), f(x2)) V-beli.
Eszerint az egyenletesen folytonos leképezések Cauchy-sorozatokat Cauchy-sorozatokba visznek.
Minden kompakt Hausdorff-térben pontosan egy uniform szerkezet illeszkedik a tér topológiájához. Ebből következik a Heine-Cantor-tétel általánosítása: kompakt Hausdorff-térből uniform térbe menő leképezés egyenletesen folytonos.

## Története
Az egyenletesen folytonos függvények fogalmát Heine vezette be 1870-ben. Heine 1872-ben publikálta, hogy a nyílt intervallumon folytonos függvények nem szükségszerűen egyenletesen folytonosak. A bizonyítás majdnem szóról szóra megegyezik Dirichlet 1854-es előadásával a véges integrálokról. Az egyenletes folytonosság már Bolzanonál megjelent, aki szintén belátta, hogy a nyílt intervallumon folytonos függvényeknek nem kell egyenletesen folytonosnak lenniük. Emellett megállapította, hogy a zárt intervallumon folytonos függvények viszont egyenletesen folytonosak, de nem adott rá teljes bizonyítást.

## Fordítás
- Ez a szócikk részben vagy egészben  az   Uniform continuity című angol Wikipédia-szócikk fordításán alapul.  Az eredeti cikk szerkesztőit annak laptörténete sorolja fel. Ez a jelzés csupán a megfogalmazás eredetét és a szerzői jogokat jelzi, nem szolgál a cikkben szereplő információk forrásmegjelöléseként.